# 岡野綾
岡野 綾（おかの あや、1976年1月30日 - ）は、日本の歌手・タレント。本名は青山綾。東京都出身。洗足学園大学音楽学部声楽専攻卒業。血液型O型。

## 略歴
- 音楽大学在学中に受けたNHKの歌のお姉さんオーディションに合格し、1999年度から2002年度の4年間、教育テレビで放送された『まちかどド・レ・ミ』の2代目主人公『クルミ』役を務めた。
- 『まちかどド・レ・ミ』の放送終了後は、NHKの様々な子供向けイベントに歌のお姉さんとして出演中。『まちかどド・レ・ミファミリーコンサート』と『つくってあそぼショー』にはクルミとして、『いないいないばあっ!ショー』や、その他のNHKのイベントにはあやお姉さんとして出演し、全国各地で活躍している。
- 2001年度からはベネッセコーポレーションの幼児向け教材のお姉さんとして、『こどもちゃれんじ・ぽけっと』や『こどもちゃれんじ・ミュージック』に出演中。また『こどもちゃれんじ・クリスマスコンサート』などのベネッセのイベントにも出演している。
- 長らく上記の体制が続いていたが、2006年秋から2007年春にBS-iで放送された『ぽれぽれジャンボ』にレギュラー出演。NHKから民放へと羽ばたく歌のお姉さんの一人となった。
- 現在は一児の母親である。

## 出演作品
- NHK教育 まちかどド・レ・ミ（クルミ、1999年4月～2003年3月）
  - NHK「まちかどドレミ」～ウェルカム! ハミングナッツ～（アルバムCD、1999年）

- ベネッセ こどもちゃれんじ・ぽけっと（あやお姉さん、2001年4月号～レギュラー出演中）
  - こどもちゃれんじ・ぷち（ぽけっと引継のため2月号のみ出演）

- ベネッセ こどもちゃれんじ・お友だち紹介制度プレゼント
  - 「しまじろうのハッピーワンダーランドビデオ」（VHS、2003年）
  - 「わっでおどろう! 日本のリズムと日本の音」（VHS/DVD、2004年）
  - 「体で感じて! 世界のリズム」（VHS/DVD、2005年）
  - 「みんなあつまれ! なかよシアター」（DVD、2006年）

- ベネッセ こどもちゃれんじ・ミュージック（あやお姉さん）
  - 「しまじろうとうたっておどろう リズム★リトミック」（VHS/DVD、2001年）
  - 「しまじろうとうたっておどろう まねっこうた」（VHS/DVD、2001年）
  - 「ハッピークリスマスセット しまじろうサンタのくにでだいぼうけん」（VHS/DVD、2001年）
  - 「しまじろうのがっきパレード」（VHS/DVD、2004年）

- ベネッセ こどもちゃれんじ・クリスマスコンサート（あやお姉さん、2001年～出演中）

- BS-i ぽれぽれジャンボ（2006年10月～2007年3月）

## Webサイト
- 岡野綾 official web site
- うたのおねえさんの日記